# Agénor Bardoux

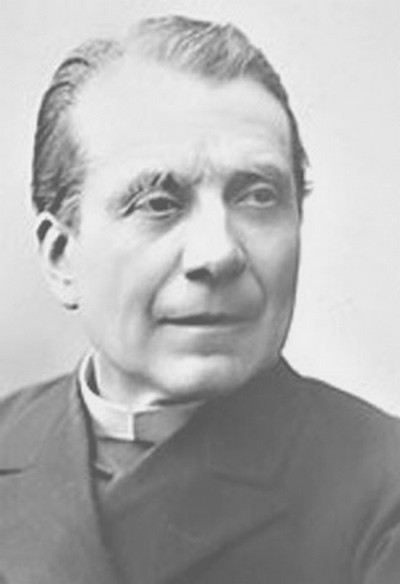
Agénor Bardoux

Benjamin-Joseph-Agénor Bardoux (* 15. Januar 1829 in Bourges; † 23. November 1897 in Paris) war ein französischer Staatsmann und Schriftsteller. Von Dezember 1877 bis Februar 1879 amtierte er als Unterrichtsminister. Im Dezember 1882 wurde er unabsetzbarer Senator.

## Leben
Agénor Bardoux war der Sohn protestantischer Eltern, studierte die Rechte in Paris und wurde 1856 Advokat in Clermont-Ferrand. Er beschäftigte sich viel mit rechtswissenschaftlichen Studien, über die er auch eine Reihe von Aufsätzen veröffentlichte. Nach dem 4. September 1870 wurde er zum Maire von Clermont-Ferrand ernannt und nach dem Deutsch-Französischen Krieg am 8. Februar 1871 in die Nationalversammlung gewählt, wo er für die Friedenspräliminarien stimmte. Er schloss sich dem linken Zentrum an und wusste sich bald durch die Eleganz seiner Rede einen guten Ruf zu erwerben. Vom 11. März bis zum 10. November 1875 war er Unterstaatssekretär des Justizministeriums. Bei den Februarwahlen von 1876 wurde er wieder in die Deputiertenkammer gewählt und avancierte zum Präsidenten des linken Zentrums.
Als der für einen entschiedenen Republikaner geltende Premierminister Jules Simon am 16. Mai 1877 entlassen und dafür ein reaktionäres Kabinett unter Albert de Broglie berufen wurde, gehörte Bardoux zu den Führern der 363, die das Ministerium Broglie bekämpften. Nach der Auflösung der Kammer erfolgte am 14. Oktober 1877 seine abermalige Wahl zum Deputierten. Am 13. Dezember 1877 trat er als Minister des öffentlichen Unterrichts, des Kultus und der schönen Künste in das von Jules Dufaure geführte Kabinett ein und schlug u. a. ein Gesetz für eine verpflichtende Grundschulausbildung vor. Er reichte nach Mac-Mahons Rücktritt am 4. Februar 1879 seinen Rücktritt ein, woraufhin ihm Jules Ferry als Unterrichtsminister nachfolgte.
Mit großer Entschiedenheit trat Bardoux für die Republik und liberale Grundsätze auf, befürwortete aber ein schonendes Verfahren gegen die Kirche und brachte daher 1879 einen Gegenentwurf gegen die Unterrichtsgesetze seines Nachfolgers Ferry ein, der jedoch abgelehnt wurde. Im Juli. 1880 stellte er in der Deputiertenkammer den Antrag auf Einführung der Listenwahl. Bei den Wahlen im August 1881 erhielt er kein Mandat, wurde aber im Dezember 1882 zum unabsetzbaren Senator ernannt. Im Senat nahm er seinen Platz im linken Zentrum ein und wurde im März 1889 zum Vizepräsidenten des Senats gewählt. Er beschäftigte sich auch mit dem Studium der französischen Gesellschaft seit der Revolutionszeit. 1890 wurde er Mitglied der Académie des sciences morales et politiques. Er starb am 23. November 1897 im Alter von 68 Jahren in Paris.

## Familie
Agénor Bardoux heiratete am 15. Juli 1873 in Montpellier Clémence Villa (1847–1939), eine Tochter des Achille Villa, Bankier in Montpellier und Mailand, und dessen Ehefrau Sophie, geb. Bimar. Er ist der Vater des Politikers Jacques Bardoux (1874–1959) und der Großvater von dessen Tochter May (Bardoux) Giscard d’Estaing. Über diese Linie ist er der Urgroßvater von Valéry Giscard d’Estaing, dem späteren Präsidenten der Republik.

## Werke
- Loin du monde, Gedichte, 1857 (veröffentlicht unter dem Pseudonym Agénor Brady)
- Les légistes et leur influence sur la société française, Paris 1878
- La bourgeoisie française, 1789-1848, Paris 1880; 2. Auflage 1893
- Études sociales et politiques. Le comte de Montlosier et le gallicanisme, Paris 1881
- Dix années de vie politique, Paris 1882
- Études sur la fin du XVIIIe siècle: la comtesse de Beaumont, Pauline de Montmorin, Paris 1884
- Études sociales et littéraires. Madame de Custine, d’après des documents inédits, Paris 1888; 2. Auflage 1891
- Étude d’un autre temps, Paris 1889
- Études sociales et politiques. La jeunesse de La Fayette, 1757-1792, Paris 1892
- Études sociales et politiques. Les dernières années de La Fayette, 1792-1834, Paris 1892
- Chateaubriand, Paris 1893
- Guizot, Paris 1894
- Études sociales et politiques. La duchesse de Duras, Paris 1898